# Gastrotheca cornuta
Gastrotheca cornuta és una espècie de granota de la família del hemipràctids. Va ser descrit com a Nototrema cornutum per George Albert Boulenger el 1898. El nom específic prové del al·ludeix a la forma cornuta de l'apèndix damunt les ulls.

## Descripció
Mesura fins a 76 mm. Llengua més aviat petita, circular, sencera, adherent. Dents de vòmer en dues sèries seguides darrere de les obertures nasals posteriors (choanae). Cap moderat, més ample que llarg; pell lliure del crani; musell arrodonit, amb comissura palpebral distinta i regió loreal còncava; regió interorbitària còncava.
Té una cresta prominent a cada costat, més estreta que la parpella superior, amb forma d'un apèndix de banya triangular; timpà moderadament distint, verticalment ovalada, la meitat del diàmetre de l'ull. Dits lliures; dits dels peus mig palmejats; discs més grans que el timpà; tubercles subarticulars feblement prominents. L'articulació tibiotarsiana arriba més enllà de la punta del musell. Pell finament areolada per al voltant de la gola, granular al ventre i sota les cuixes; taló amb un apèndix dèrmic triangular molt petit. De color grisenc al costat dorsal amb un to vermell a l'esquena; una ampla mitjana de color gris fosc ratlla des de l'extrem del musell fins a la ventilació, i un gris fosc franja lateral des de l'ull fins a l'engonal; dues barres fosques per sota de l'ull; blanquinós per sota, ventre i superfície inferior dels Hmbs posteriors marbrejats amb marró; una taca blanca rodona a la base de cada cuixa, per sota la ventilació.

## Distribució
A la Llista Vermella de la UICN és catalogat en perill d'extinció. No se'n coneix la capacitat d'adaptació a la pertorbació de l'hàbitat.
Viu a les terres baixes a la vora de l'oceà Pacífic d'Equador, Colòmbia i Panamà; les vessants del Carib de l'oest de Panamà i Costa Rica adjacent, des del nivell del mar fins a uns 1000 m d'altitud.